# Plasy
Plasy é uma cidade checa localizada na região de Plzeň, distrito de Plzeň-sever.